# Can't Get It Out Of My Head
Can't Get It Out Of My Head är en låt med Electric Light Orchestra som finns med på deras album Eldorado från 1974. Låten finns även med på många av Electric Light Orchestras samlingsalbum. Låten skrevs av Jeff Lynne och är den mest kända låten från albumet. Låten släpptes som singel i november samma år, och låten Illusions in G Major fanns på B-sidan.

## Om låten
Can't Get It Out Of My Head var den första av Electric Light Orchestras låtar som hamnade bland de tio största låtarna på hitlistorna i USA, och som bäst hamnade den på plats nio. Låten hjälpte Electric Light Orchestra att bli stora i USA, men hemma i Storbritannien totalfloppade både låten och albumet.

## Coverversioner
- År 2005 tolkades låten av Fountains of Wayne på albumet Out Of State Plates.
- År 2007 gjorde Velvet Revolver en cover på låten som finns med på albumet Libertad.
- År 2010 tolkades den av Telekinesis.